# Siegfried Hauptmann

Siegfried Hauptmann (1985)

Siegfried Hauptmann (* 23. April 1931 in Dürrhennersdorf; † 18. April 2011 in Leipzig) war ein  deutscher Chemiker. Mit seinem Lehrbuch der Organischen Chemie schuf er 1976 ein Standardwerk in diesem Fachgebiet, das im deutschen Sprachraum weite Verbreitung fand.

## Leben
Nach dem Abitur an der Oberschule in Löbau studierte Hauptmann ab 1950 Chemie an der Universität Leipzig. Er wurde 1958 bei Wilhelm Treibs auf dem Gebiet der organischen Synthese (Pentalene) promoviert (Untersuchungen in der Reihe des Bicyclo(3.3.0)octans). 1961 folgte die Habilitation (Die Einwirkung von Thionylchlorid auf Pinakone in Gegenwart katalytischer Mengen Pyridin und eine Synthese des Phenanthren-9,10-dialdehyds). Im selben Jahr trat er eine Stelle als Dozent an der Karl-Marx-Universität zu Leipzig an.  Von 1968 bis 1972 leitete Hauptmann dort die Sektion Chemie. 1969 folgte die Berufung zum außerordentlichen Professor. Siegfried Hauptmann war zwischen 1973 und 1980 Prorektor für Naturwissenschaften und stellvertretender Vorsitzender des Wissenschaftlichen Beirates der Universität Leipzig, ab 1990 verwaltete er für zwei Semester eine C4-Professur an der Universität Göttingen.  Seit 1996 war Hauptmann emeritiert.

## Wissenschaftliche Arbeiten und Lehrbücher (Auswahl)
Die Forschungsarbeiten sind in über 90 Publikationen auf dem Gebiet der organischen Chemie dokumentiert und umfassen:
- Synthese und Reaktivität von Diazofettsäureestern und Diazomethylketonen
- Synthese von Heterocyclen (Triazole, Pyrrole, Thiophene, Pyrazole, Thiazine etc.)
- Synthesen CH-acider Heterocyclen mit dem Schwerpunkt Purpurkuppler für Farbfilme
- Wirt-Gast-Chemie

Hauptmann ist Verfasser oder Mitverfasser  zahlreicher Lehrbücher:  
- Siegfried Hauptmann, Jürgen Graefe, Horst Remane: Organische Chemie, 1. Auflage 1976, Deutscher Verlag für Grundstoffindustrie, Leipzig, 2. überarbeitete Auflage 1980, 3. Auflage 1991, Wiley-VCH, ISBN 3-527-30925-X
- Siegfried Hauptmann, Gerhard Mann, Achim Hantschmann: Aufgaben zur Organischen Chemie, 1. Auflage 1981, Deutscher Verlag für Grundstoffindustrie, Leipzig, ISBN 3-342-00384-7
- Siegfried Hauptmann: Einführung in die Organische Chemie, 1. Auflage 1982, Deutscher Verlag für Grundstoffindustrie, Leipzig, ISBN 3-342-00383-9
- Siegfried Hauptmann: Struktur und Reaktion in der Chemie, 1. Auflage 1988, Deutscher Verlag für Grundstoffindustrie, Leipzig, ISBN 3-342-00655-2
- Siegfried Hauptmann, Gerhard Mann: Stereochemie, 1. Auflage 1996, Spektrum Akademischer Verlag GmbH, Heidelberg, Berlin, Oxford, ISBN 3-86025-144-9
- Theophil Eicher, Siegfried Hauptmann: The Chemistry of Heterocycles, 1. Englische Auflage 2003, Wiley-VCH GmbH & Co.KGaA, Weinheim, ISBN 3-527-30720-6 (deutsche Ausgabe: Theophil Eicher, Siegfried Hauptmann: Chemie der Heterocyclen. Thieme, Stuttgart 1994, ISBN 3-13-135401-1.)
- EAGLE-Starthilfe Chemie. 3., bearbeitete und erweiterte Auflage 2004 (1., 2. Auflage bei B. G. Teubner Leipzig als "Teubner-Starthilfe" 1996, 1998), Edition am Gutenbergplatz Leipzig, ISBN 3-937219-07-2 (EAGLE 007)

## Ehrungen
- Ehrendoktor der Universität Potosi (Bolivien) (1967)